# Úc Kỳ
Úc Kỳ là một xã thuộc huyện Phú Bình, tỉnh Thái Nguyên, Việt Nam.

## Địa lý
Xã Úc Kỳ nằm ở phía tây huyện Phú Bình, có vị trí địa lý:
- Phía đông giáp xã Xuân Phương
- Phía tây giáp xã Điềm Thụy
- Phía nam giáp xã Nga My
- Phía bắc giáp xã Nhã Lộng.

Xã Úc Kỳ có diện tích 5,80 km², dân số năm 1999 là 5.276 người, mật độ dân số đạt 910 người/km².
Tỉnh lộ 262 chạy qua địa bàn xã. Sông Cầu tạo thành ranh giới tự nhiên phía đông của xã.

## Hành chính
Xã Úc Kỳ được chia thành 14 xóm: Trại, Làng, Tân Lập, Múc, Ngoài 1, Ngoài 2, Tân Sơn, Soi 1, Soi 2, Giữa, Nam 1, Nam 2, Đầm 1, Đầm 2.